# 207809 Wuzuze
207809 Wuzuze este un asteroid din centura principală de asteroizi.

## Descriere
207809 Wuzuze este un asteroid din centura principală de asteroizi. A fost descoperit pe 9 octombrie 2007 la XuYi în cadrul programului PMO NEO Survey. Asteroidul prezintă o orbită caracterizată de o semiaxă mare de 3,12 ua, o excentricitate de 0,10 și o înclinație de 10,7° în raport cu ecliptica.